# 946 (szám)
A 946 (római számmal: CMXLVI) egy természetes szám.

## A szám a matematikában
A tízes számrendszerbeli 946-os a kettes számrendszerben 1110110010, a nyolcas számrendszerben 1662, a tizenhatos számrendszerben 3B2 alakban írható fel.
A 946 páros szám, összetett szám, azon belül szfenikus szám, kanonikus alakban a 21 · 111 · 431 szorzattal, normálalakban a 9,46 · 102 szorzattal írható fel. Nyolc osztója van a természetes számok halmazán, ezek növekvő sorrendben: 1, 2, 11, 22, 43, 86, 473 és 946.
Háromszögszám, középpontos kilencszögszám és tizenkilencszögszám. Hatszögalapú piramisszám.
A 946 négyzete 894 916, köbe 846 590 536, négyzetgyöke 30,75711, köbgyöke 9,81666, reciproka 0,0010571. A 946 egység sugarú kör kerülete 5943,89330 egység, területe 2 811 461,531 területegység; a 946 egység sugarú gömb térfogata 3 546 190 144,7 térfogategység.